# Morven (Carolina do Norte)
Morven é uma cidade  localizada no estado norte-americano de Carolina do Norte, no Condado de Anson.

## Demografia
Segundo o censo norte-americano de 2000, a sua população era de 579 habitantes.
Em 2006, foi estimada uma população de 552, um decréscimo de 27 (-4.7%).

## Geografia
De acordo com o United States Census Bureau tem uma área de
2,8 km², dos quais 2,8 km² cobertos por terra e 0,0 km² cobertos por água.

## Localidades na vizinhança
O diagrama seguinte representa as localidades num raio de 24 km ao redor de Morven.